# Estocástico
Em teoria probabilística, o padrão estocástico é aquele cujo estado é indeterminado, com origem em eventos aleatórios. Por exemplo, o lançar de dados resulta num processo estocástico, pois qualquer uma das 6 faces do dado tem iguais probabilidades de ficar para cima após o arremesso. Assim, qualquer sistema ou processo analisado usando a teoria probabilística é estocástico, ao menos em parte. 
Porém, é importante salientar uma diferença entre aleatoriedade estatística e estocasticidade. Normalmente, os eventos estocásticos são estatisticamente aleatórios. Todavia, podem eventualmente não o ser. É perfeitamente plausível, embora improvável, que uma série de 10 arremessos de dados gere a seqüência não aleatória de 6,5,4,3,2,1,2,3,4,5 ou 1,1,1,1,1,1,1,1,1,1. Apesar de coerente — ou compressível (podendo ser expressa de um modo mais comprimido que a seqüência inteira) — a seqüência estatisticamente não-aleatória é estocástica, pois surgiu através de um evento aleatório: o lançar de dados.
Há também a música estocástica, forma de composição baseada em padrões estocásticos, utilizando-se de computadores para redigir as partituras. Tem como maior ícone o compositor grego Iannis Xenakis.
O termo Estocástico também é usado para descrever uma ferramenta estatística de análise de mercado muito utilizada em estudos do mercado de ações:
"O Estocástico é um oscilador desenvolvido por George Lane no início da década de 1950, sendo muito utilizado por investidores com perfil de curto prazo ou que operam com derivativos, como opções de compra. Ele se baseia no princípio de que os preços de fechamento, durante uma tendência de alta, tendem a se posicionar mais próximos da máxima do dia do que de sua mínima. De forma análoga, durante uma tendência de baixa, o fechamento posiciona-se mais próximo da mínima do que da máxima. Seus sinais de compra e venda estão associados à identificação de níveis de sobrecompra e sobrevenda dos ativos"
Sistemas e processos estocásticos desempenham um papel fundamental em modelos matemáticos de fenômenos em muitos campos da ciência, engenharia e economia.

## Teoria matemática
Em matemática, especificamente dentro da teoria da probabilidade, o campo dos processos estocásticos tem se tornado uma importante área de pesquisa.
Uma matriz estocástica é uma matriz que tem números reais não-negativos cuja soma dos termos de cada coluna é 1.

## Inteligência artificial
Dentro da inteligência artificial, programas estocásticos trabalham usando métodos probabilísticos para solucionar problemas, como em redes neurais estocásticas, otimização estocástica e algoritmos genéticos. Um problema pode ser estocástico em si mesmo, como no planejamento sob incerteza.  

## Ciências naturais
Um exemplo de processo estocástico no mundo natural é a pressão de um gás, como modelado no processo de Wiener. Mesmo que cada molécula esteja se movendo segundo uma trajetória determinística (segundo a física clássica), o movimento de um conjunto delas é computacionalmente imprevisível. Um conjunto suficientemente numeroso de moléculas exibirá características estocásticas, como o preenchimento do recipiente, existindo pressão igual, difundindo-se ao longo de diferentes gradientes de concentração. Essas são as propriedades emergentes do sistema.

## Física
O nome "Monte Carlo" para o método estocástico de Monte Carlo foi popularizado pelos físicos pesquisadores Stanisław Ulam, Enrico Fermi, John von Neumann, e Nicholas Metropolis além de outros. O nome é uma referência ao Casino Monte Carlo em Mônaco onde o tio de Ulam iria pedir dinheiro para jogar. O uso da aleatoriedade e a natureza repetitiva dos processos são análogos às atividades conduzidas no casino. 

## Música estocástica
Na música, elementos estocásticos podem ser produzidos por processos matemáticos. Processos estocásticos na composição de partes fixas ou dos sons durante a execução. Um dos pioneiros da música estocástica foi Iannis Xenakis, ele usava probabilidade, teoria dos jogos, teoria dos grupos, teoria dos conjuntos e álgebra de Boole, usando também computadores para produzir as melodias.